# Ернст фон Золмс-Браунфелс
Ернст Фридрих Вилхелм Бернхард Георг Лудвиг Мария Александер фон Золмс-Браунфелс (на немски: Ernst Friedrich Wilhelm Bernhard Georg Ludwig Maria Alexander Fürst zu Solms-Braunfels; * 12 март 1835, Дюселдорф; † 7 март 1880, Браунфелс) е 5. княз на Золмс-Браунфелс (1873 – 1880), хауптман, народен представител и политик в Хесен.

## Биография
Той е вторият син на пруския генерал-лейтенант принц Вилхелм фон Золмс-Браунфелс (1801 – 1868) и съпругата му Мария Анна графиня Кински фон Вхинитц и Тетау (1809 – 1892), дъщеря на граф Франц де Паула Йозеф Кински фон Вхинитц и Тетау (1784 – 1823) и съпругата муграфиня Тереза фон Врбна и Фройдентал (1789 – 1874). Баща му е племенник на пруския крал Фридрих Вилхелм II. Внук е по баща на пруския генерал-майор принц Фридрих Вилхелм фон Золмс-Браунфелс (1770 – 1814) и принцеса Фридерика фон Мекленбург-Щрелиц (1778 – 1841), по-късната кралица на Хановер (1837 – 1841). Така той е роднина на принц Фридрих Пруски (1794 – 1863) и на крал Георг V фон Хановер (1819 – 1878).
Ернст наследява на 3 февруари 1873 г. бездетния си чичо (2. град) княз Фердинанд фон Золмс-Браунфелс. Така той се води като наследствен член на пруския Herrenhaus, но не влиза в него. През 1873– 1880 г. Ернст е член на 1. Камера на племенните господари на Велико херцогство Хесен, представян от брат му Албрехт (1841 – 1901).
Княз Ернст фон Золмс-Браунфелс е основател и собственик на железницата Ernstbahn и на железни мини. Той не се жени и няма деца. Умира на 7 март 1880 г. и е погребан в Алтенберг. Неговият наследник е брат му Георг (1836 – 1891).